# Argillophora furcilla
Argillophora furcilla là một loài bướm đêm trong họ Noctuidae.